# Max Wartemann
Max Wartemann (* 6. April 1905 im (heutigen) Wuppertal; † 30. Juni 1993 in der Schweiz) war ein schleswig-holsteinischer Politiker und Lübecker Bürgermeister.

## Leben und Wirken
Nach der Schulzeit begann Wartemann sein Studium der Landwirtschaft in Halle, nach dessen Abbruch studierte er ab 1926 Rechtswissenschaften in Hamburg und Kiel. 
Während seines Studiums wurde er Mitglied der Wehrschaft Cheruskia Hamburg, dem späteren Corps Irminsul, dem er bis zu seinem Tod angehörte.
Nach dem Studium arbeitete Wartemann von 1934 bis 1939 als Syndikus bei der Landesbrandkasse in Kiel. 
Während des Zweiten Weltkrieges 1939–1945 leistete er seinen Dienst bei der deutschen Kriegsmarine (zuletzt Kapitänleutnant).
Von Dezember 1946 bis zum September 1959 arbeitete er beim Finanzministerium des Landes Schleswig-Holstein. Dort war er ab 1948 als Amtschef und zuletzt als verbeamteter Staatssekretär tätig.
Im Jahr 1959 erfolgte die Versetzung in den einstweiligen Ruhestand, da Wartemann nach der Abwahl von Walther Böttcher auf Vorschlag und mit den Stimmen der CDU zum Bürgermeister der Hansestadt Lübeck gewählt wurde. Die anderen bürgerlichen Parteien unterstützten den CDU-Vorschlag. Die SPD hingegen stimmte gegen Wartemann und betitelte ihn stets als „Statthalter Kiels“. Das Abstimmungsergebnis in der lübeckschen Bürgerschaft war 26 zu 19 Stimmen. Wartemann blieb bis 1970 parteiloser Bürgermeister der Hansestadt Lübeck. Während dieser Zeit bekleidete er mehrere zusätzliche Ämter. So war Wartemann Mitglied der Aufsichtsräte u. a. der Howaldtswerke und der Landeszentralbank Schleswig-Holstein sowie ehrenamtlicher Vorsitzender des Deutschen Roten Kreuzes in Lübeck. Dem Aufsichtsrat der Handelsbank in Lübeck gehörte er von 1960 bis 1971 an, dem der Schiffshypothekenbank zu Lübeck von 1949 bis 1969.
Die Wahl des konfessionslosen Wartemanns zum  Bürgermeister kommentierte die katholische „Allgemeine Sonntagszeitung“ folgendermaßen: Die Liberalisierung der CDU/CSU hat rapide Fortschritte gemacht.
Vor dem Mauerbau kam es kurzzeitig zu einer „Affäre“ um den Bürgermeister Wartemann. Er wurde beschuldigt, bei der Öffnung der „Zonenübergangsstelle“ Lübeck-Schlutup durch DDR-Behörden am 1. März 1960 versucht zu haben, DDR-Funktionären einen Strauß Blumen und Lübecker Marzipan als Geschenk zu überreichen. Vom Bundesministerium des Innern wurde daraufhin geprüft, ob gegen den Bürgermeister aufgrund seines Verhaltens disziplinarrechtliche Maßnahmen eingeleitet werden könnten. Das Innenministerium des Landes Schleswig-Holstein als zuständige Aufsichtsbehörde kam jedoch zu dem Urteil, Wartemann habe die Geschenke lediglich für den Fall mitgebracht, nach der Öffnung der Übergangsstelle „Deutsche – die keine Funktionäre sein durften – [...] zu begrüßen“. Daher könne „keine Rede davon sein [...], dass der Bürgermeister [...] auch nur den Versuch gemacht hätte[n], über die Grenze hinweg mit den auf der anderen Seite postierten Grenzbehörden irgendwelche Fühlung aufzunehmen, geschweige denn das Worte gewechselt [worden] wäre“. Die Untersuchung verlief daraufhin im Sande.
Wartemann erwarb sich während seiner Amtszeit als Bürgermeister einen guten Ruf und konnte zum Teil sogar die Ressentiments der Sozialdemokraten gegen ihn abbauen. Durch ihn wurde etwa im Jahre 1959 der Skandinavienkai in Lübeck-Travemünde aus der Taufe gehoben. Später hieß es über Wartemann in Lübeck, er sammle Fährlinien wie andere Briefmarken. 
Nach der Pensionierung zog Wartemann mit seiner Frau, mit der er seit 1935 verheiratet war, nach Kreuzlingen in die Schweiz, ihre Heimat.

## Ehrungen
Wartemann erhielt für seine Verdienste um die Stadt Lübeck, das Land Schleswig-Holstein und die Zusammenführung der skandinavischen Länder neben der Ehrendoktorwürde, das Große Bundesverdienstkreuz (1971), das Kommandeurskreuz des Gustav-Wasa-Ordens (Schweden), das Kommandeurskreuz der Weißen Rose (Finnland), das Kommandeurskreuz des Dannebrogordens (Dänemark) sowie das Ehrenzeichen des Deutschen Roten Kreuzes. Zudem wurde eine Straße in Lübeck nach ihm benannt. Sein Porträt hängt in der Bürgermeistergalerie des Lübecker Rathauses.